# Crosslauf-Weltmeisterschaften 1989
Die 17. Crosslauf-Weltmeisterschaften der IAAF fanden am 19. März 1989 auf dem Scanvest Ring in Stavanger (Norwegen) statt. Erstmals gehörte ein Rennen für Juniorinnen zum Programm.
Die Männer starteten über eine Strecke von 12 km, die Frauen über 6 km, die Junioren über 8 km und die Juniorinnen über 4 km.

## Ergebnisse

### Männer

#### Einzelwertung
| Platz | Athlet           | Land | Zeit (min) |
| ----- | ---------------- | ---- | ---------- |
| 1     | John Ngugi       | KEN  | 39:42      |
| 2     | Tim Hutchings    | GBR  | 40:10      |
| 3     | Wilfred Kirochi  | KEN  | 40:21      |
| 4     | Steve Moneghetti | AUS  | 40:24      |
| 5     | Tesfaye Tafa     | ETH  | 40:26      |
| 6     | Alejandro Gómez  | ESP  | 40:29      |
| 7     | Andrew Masai     | KEN  | 40:32      |
| 8     | Kipkemboi Kimeli | KEN  | 40:34      |

Von 200 gestarteten Athleten erreichten 195 das Ziel.
Als einziger Teilnehmer aus einem deutschsprachigen Land belegte der Schweizer Markus Graf den 100. Platz in 42:59.

#### Teamwertung
| Platz | Land und Athleten                                                                                        | Gesamtpunktzahl und Einzelplatzierung |
| ----- | --- | ------------------------------------- |
| 1     | Kenia John Ngugi Wilfred Kirochi Andrew Masai Kipkemboi Kimeli Moses Tanui Joseph Kiptum                 | 044 01 03 07 08 09 016                |
| 2     | Vereinigtes Königreich Tim Hutchings Gary Staines David Clarke Craig Mochrie Dave Lewis Richard Nerurkar | 147 02 014 015 022 045 049            |
| 3     | Äthiopien Tesfaye Tafa Bekele Debele Wolde Silasse Melkessa Melese Feissa Debebe Demisse Haji Bulbula    | 162 05 013 027 033 037 047            |

Insgesamt wurden 22 Teams gewertet. 

### Frauen

#### Einzelwertung
| Platz | Athletin             | Land | Zeit (min) |
| ----- | -------------------- | ---- | ---------- |
| 1     | Annette Sergent      | FRA  | 22:27      |
| 2     | Nadeschda Stepanowa  | URS  | 22:34      |
| 3     | Lynn Kanuka-Williams | CAN  | 22:41      |
| 4     | Jane Ngotho          | KEN  | 22:57      |
| 5     | Jackie Perkins       | AUS  | 22:59      |
| 6     | Lynn Jennings        | USA  | 22:59      |
| 7     | Jill Hunter          | GBR  | 23:00      |
| 8     | Véronique Collard    | BEL  | 23:01      |

Von 120 gestarteten Athletinnen erreichten 118 das Ziel.
Teilnehmerinnen aus deutschsprachigen Ländern:
- 22: Jeanne-Marie Pipoz (SUI), 23:28
- 59: Daria Nauer (SUI), 24:14
- 79: Isabella Moretti (SUI), 24:40

#### Teamwertung
| Platz | Land und Athletinnen                                                                   | Gesamtpunktzahl und Einzelplatzierung |
| ----- | -------------------------------------------------------------------------------------- | ------------------------------------- |
| 1     | Sowjetunion Nadeschda Stepanowa Jelena Romanowa Natalja Sorokiwskaja Regina Čistiakova | 58 02 09 20 27                        |
| 2     | Frankreich Annette Sergent Maria Lelut Martine Fays Marie-Pierre Duros                 | 60 01 10 17 32                        |
| 3     | Vereinigte Staaten Lynn Jennings Margaret Groos Carla Borovicka Annette Hand           | 68 06 16 21 25                        |

Insgesamt wurden 19 Teams gewertet.

### Junioren

#### Einzelwertung
| Platz | Athlet            | Land | Zeit (min) |
| ----- | ----------------- | ---- | ---------- |
| 1     | Addis Abebe       | ETH  | 25:07      |
| 2     | Kipyego Kororia   | KEN  | 25:31      |
| 3     | Stephenson Nyamau | KEN  | 25:33      |

Alle 134 gestarteten Athleten erreichten das Ziel.
Teilnehmer aus deutschsprachigen Ländern:
- 15: Andrea Erni (SUI), 26:34
- 28: Carsten Arndt (FRG), 27:08
- 59: Mark Blockhaus (FRG), 27:48
- 73: Pierre Morath (SUI), 28:08
- 82: Gabriel Schmutz (SUI), 28:21
- 83: Jürgen Kerl (FRG), 28:22
- 87: John Schondelmayer (FRG), 28:27
- 97: Jens Wilky (FRG), 28:38
- 106: Hartmut Merl (FRG), 28:52
- 114: Roland Münger (SUI), 29:11

#### Teamwertung
| Platz | Land und Athleten                                                               | Gesamtpunktzahl und Einzelplatzierung |
| ----- | ------------------------------------------------------------------------------- | ------------------------------------- |
| 1     | Kenia Kipyego Kororia Stephenson Nyamau Thomas Osano William Koskei             | 14 02 03 04 05                        |
| 2     | Äthiopien Addis Abebe Dube Jillo Tesgie Legesse Tesfaye Bekele                  | 22 01 06 07 08                        |
| 3     | Italien Christian Leuprecht Vincenzo Modica Francesco Bennici Angelo Giardiello | 76 09 17 23 27                        |

Insgesamt wurden 24 Teams gewertet. Die bundesdeutsche Mannschaft belegte mit 257 Punkten den 13. Platz, die Schweizer Mannschaft mit 284 Punkten den 16. Platz.

### Juniorinnen

#### Einzelwertung
| Platz | Athletin       | Land | Zeit (min) |
| ----- | -------------- | ---- | ---------- |
| 1     | Malin Ewerlöf  | SWE  | 15:23      |
| 2     | Olga Nasarkina | URS  | 15:30      |
| 3     | Esther Saina   | KEN  | 15:41      |

Alle 114 gestarteten Athletinnen erreichten das Ziel.
Teilnehmerinnen aus deutschsprachigen Ländern:
- 34: Anke Mebold (FRG), 16:54
- 63: Andrea Tschopp (SUI), 17:20
- 88: Susan Tschappaat (SUI), 17:40
- 92: Sandra Heuberger (SUI), 17:46

#### Teamwertung
| Platz | Land und Athletinnen                                                              | Gesamtpunktzahl und Einzelplatzierung |
| ----- | --------------------------------------------------------------------------------- | ------------------------------------- |
| 1     | Kenia Esther Saina Ann Mwangi Jane Auro Ekimat Tegla Loroupe                      | 40 03 04 05 28                        |
| 2     | Sowjetunion Olga Nasarkina Jelena Chaliman Larissa Alexejewa Swetlana Jepischkina | 68 02 18 21 27                        |
| 3     | Portugal Monica Gáma Carla Sacramento Carla Machado Luisa Diaz                    | 84 08 17 20 39                        |

Insgesamt wurden 19 Teams gewertet.